# Morphing
Morphing bezeichnet einen computergenerierten Spezialeffekt bei der Ton- und Bildbearbeitung, der das Ziel hat, Übergänge zwischen diskreten Klängen oder Bildinformationen zu generieren. Bei der Bearbeitung von Filmen werden aus zwei Einzelbildern neue Zwischenbilder (frames) berechnet. Bei Klängen wird ein zeitlicher Übergang des Spektralverlaufs erzeugt.

## Vorgehensweise bei Bildmaterial

Im Gegensatz zur Überblendung wird beim Morphing ein Bild in ein anderes Bild durch Einsatz von zusätzlichen gezielten Verzerrungen überführt. Dabei versucht man, ausgehend von einem Quellbild einen möglichst realistischen Übergang zu einem Zielbild zu erzeugen. Der typische Morphing-Prozess besteht deshalb darin, markante Bildelemente (z. B. Gesichtszüge wie Mund und Augen oder Objektränder) in Quell- und Zielbild auszuwählen und so zu verzerren, dass ihre Konturen zur Übereinstimmung gebracht werden können. Um möglichst realitätsnahe Effekte zu erzielen, ist es wichtig, dass sich Quelle und Zielbild nicht zu sehr voneinander unterscheiden; beispielsweise ist es einfacher, ein menschliches Gesicht in ein anderes menschliches Gesicht umzuwandeln, als in das Bild eines Bügeleisens. Als Film abgespielt, erwecken diese Bilder den Eindruck einer stetigen Transformation.
Morphing wird hauptsächlich in der Filmindustrie eingesetzt. 1985 wurde diese Technik durch das prämierte Musikvideo  Cry der Band Godley & Creme (Ex 10cc) erstmals einem breiten Publikum bekannt. Der erste Film, in dem die Technik angewandt wurde, war Der Flug des Navigators von 1986. Sehr bekannt wurde die Technik schließlich 1991 durch den Videoclip zu Black or White von Michael Jackson, in dem in einer laufenden Bewegung Menschen unterschiedlicher Herkunft, Hautfarbe und Aussehens ineinander verwandelt wurden. In dem Videoclip zu dem Song Who am I? (What's my Name?) von HipHop-Sänger Snoop Doggy Dogg, der 1993 erschien, verwandelt sich der Rap-Star in einen Dobermann und andere Hunde in dunkelhäutige Menschen. In dem 2005 veröffentlichten Musikvideo des Songs Ganz neu der deutschen Indie-Pop-Band 200 Sachen verwandelt sich die blonde Sängerin in einen Tiger und wieder zurück.
In der Vergangenheit mussten Übergänge von Filmen durch oftmaliges Aufbauen und Fotografieren einer Szene (Slow-Motion Capturing) in Verbindung mit aufwendigen Filmschnitten erzeugt werden. Durch die stete Steigerung der Rechenleistung ist man in der Filmindustrie immer mehr dazu übergegangen, Filme mit Hilfe von digitaler Technik (Computern und digitalen Bildverarbeitungsprogrammen) zu entwickeln. Übergänge von Bildern werden dadurch nicht mehr mit Slow-Motion-Verfahren, sondern mittels Morphing realisiert. In den frühen Tagen des Morphings wurden einfache und wenig realistisch wirkende Effekte wie Überblendung (langsames Überblenden der RGB-Werte von Ursprungsbild zum Zielbild) und Fading (langsames Aus- und Einblenden der RGB-Werte) verwendet.
Weitere Anwendungsgebiete des Bilder-Morphings außerhalb der Filmindustrie sind beispielsweise der Einsatz in der Biologie und Chemie, um Modelle zu verändern, oder in der Kriminalistik, um nach vermissten Personen zu suchen. Bei letzterem werden alte Fotos dieser Personen durch Morphing verändert, um das Aussehen dieser Menschen ihrem Alter entsprechend anzupassen.
Ein komplexer Morphing-Vorgang besteht aus drei Teilschritten.
1. Warping (Verzerren)
2. Tweening (Zwischenbilder)
3. Cross-Dissolving (Überblendung)

Unter Warping versteht man das Drehen und Verzerren (Strecken bzw. Dehnen) eines Bildes. Dabei wird jeder Position eines Punktes im Quellbild eine neue Position zugeordnet. Diese neue Position ist abhängig von den bereits oben erwähnten ausgewählten, markanten Bildelementen, die später als Referenzlinienpaare bezeichnet werden.
Der zweite Teil des Morphingalgorithmus benutzt das Tweening. Dabei handelt es sich um eine einfache lineare Interpolation, welche die Position jedes Punktes im Ursprungsbild an seine neue Position überführt. Wie bereits erwähnt, wird beim Warping jedem Punkt des Ursprungsbildes eine neue Position im Zielbild zugeordnet. Durch das Tweening wird jeder Punkt im Ursprungsbild in die neue, durch das Warping berechnete Position überführt. Durch lineare Interpolation kann man eine Animation erzeugen. Dabei wird durch eine berechnete Intervallgröße schrittweise auf die neue Position zugesteuert.
Der dritte und letzte Teil des Morphings besteht aus dem so genannten Cross-Dissolving oder Farb-Morphing. Das Cross-Dissolving findet parallel zum Tweening statt. Dabei werden die einzelnen RGB-Werte jedes Pixels linear interpoliert und vermischt. Die Interpolation wird in Abhängigkeit von Quell- und Zielbild durchgeführt, d. h., während der ersten Interpolationsschritte ist der Anteil des Quellbildes deutlich höher als der des Zielbildes. Dann jedoch nimmt der Anteil des Zielbildes immer mehr zu, bis beim letzten Interpolationsschritt nur noch die RGB-Werte des Zielbildes enthalten sind und somit das Morphing beendet ist.

### Verhinderung von Morphing bei Passfotos
Anfang 2020 war in Deutschland geplant, dass bei der Beantragung eines Personalausweises oder Reisepasses das Passfoto künftig direkt bei der zuständigen Behörde unter Aufsicht eines Mitarbeiters angefertigt werden muss, um Betrug durch Morphing bei Passbildern zu unterbinden. Kriminelle könnten dieses Verfahren nutzen, um aus Fotos zweier verschiedener Personen ein gemeinsames Passfoto zu generieren, das folglich die Gesichtszüge beider Personen enthält. Durch die Übereinstimmung der Gesichtszüge und markanter Stellen kann der Ausweis theoretisch von beiden Personen zur Identifikation benutzt werden. Nach Kritik von Fotostudios ließ das Bundesinnenministerium auch in Zukunft Passbilder von zertifizierten Fotografen zu, wenn diese auf sicherem Wege online der Behörde übermittelt werden. Hierfür wurde durch die Bundesdruckerei eine Cloud-Lösung etabliert. Dem Kunden wird ein QR-Code zur Verfügung gestellt, mit Hilfe dessen die Behörden die Bilder direkt in ihre Fachverfahren importieren können. Alternativ bietet die Bundesdruckerei Systeme für die Behörden an, die Fotos vor Ort erstellen und direkt medienbruchfrei der Bundesdruckerei zur Weiterverarbeitung bereitstellen. Die anfallende Gebühr von 6,00 € wird der Behörde berechnet, die diese an den Bürger weiterbelastet.

## Vorgehensweise bei Tonmaterial
Beim Morphen von Tonmaterial werden ebenfalls Zwischenschritte berechnet, so dass sich der Klang langsam über die neu generierten Zwischenklänge hinweg in den neuen Klang verändert. Dabei wird das Spektrum der beiden Klänge z. B. mittels FFT analysiert, in seine Frequenzkomponenten aufgespalten und deren Amplituden überblendet. Dies gestattet ein permanentes Abspielen des Klangs und eine davon unabhängige Geschwindigkeit des Überblendens.